# Меланхолия (картина Мунка)
Меланхолия (норв. Melankoli), известна также как Вечер, Ревность и Яппе на берегу — картина норвежского художника-экспрессиониста Эдварда Мунка, написанная в 1891 году. 

## Описание
На картине изображён печальный молодой человек, сидящий, подперев голову рукой, на пустынном каменистом побережье, в котором узнаётся реальный осгорстраннский пейзаж. «Меланхолия» стала одной из картин, в которых окончательно выкристаллизовывается характерный стиль художника: выразительные, четко очерченные контуры, упрощённые формы, сумрачное, несколько загадочное настроение. Влияние импрессионизма, ощутимое в его недавних работах («Ночь в Сен-Клу», «Звёздная ночь», «Весна на улице Карла Юхана»), практически не чувствуется. Предполагается, что на становление его нового стиля повлияли работы Поля Гогена, которые он мог видеть во Франции. 
Герой картины — это близкий друг Мунка Яппе Нильсен, на момент написания картины вовлечённый в несчастливый роман с Одой Крог, супругой влиятельного художника Кристиана Крога. 

## Критика
Впервые картина была представлена в 1891 году на Осенней выставке в Осло. Хвалебный отзыв дал картине Кристиан Крог, несмотря на некоторую щекотливость ситуации (он знал о романе жены с Яппе Нильсеном и о том, что на картине изображён именно Яппе): мэтр назвал Мунка «первым норвежским символистом» и художником, «достойным славы композитора». Альф Бё рассматривает «Меланхолию» как «крупный личный прорыв» для Мунка, отметив, что «Мунк нашел в этой ключевой работе психологически интенсивный стиль живописи, который станет характерным для его символистских работ 1890-х годов». Шелли Вуд Кордулак обращает особое внимание на необычный черный цвет пляжа, который не только композиционно связывает черную фигуру на переднем плане с силуэтами того же цвета на заднем плане, тем самым раскрывая причину меланхолического настроения, но и рассматривается как символическое выражение скорби и меланхолии.
Другие критики были менее благосклонны. Эрик Вереншёлль писал, что Мунк выставляет «незаконченные полотна, масло и пастель смешаны и размазаны по холсту, огромные участки которого... остаются незаполненными». Обозреватель «Афтенпостен» открыто высмеял картину, сравнив фигуру Яппе с «копчёной колбасой».

## Связанные произведения
Хотя художественная манера Мунка была во многом новаторской и встречала непонимание у критиков, поза Яппе традиционна для произведений изобразительного искусства на тему меланхолии и напоминает, в том числе, о знаменитой гравюре Дюрера. В числе предшественников «Меланхолии», предположительно повлиявших непосредственно на Мунка, Арне Эггум называет «Христа на масличной горе» Поля Гогена. В творчестве самого Мунка с «Меланхолией» перекликается более ранняя картина «Летняя ночь (Ингер на берегу)», написанная в 1889 году и всё еще отмеченная импрессионистскими влияниями. Собственно «Меланхолия» существует во множестве вариантов, как живописных, так и графических; в варианте из фриза Рейнхардта мужская фигура отсутствует. Помимо этого, кисти Мунка принадлежит ещё одна картина под названием «Меланхолия», изображающая его сестру Лауру, находившуюся на лечении в психиатрической клинике. «Ревность», одно из ранних названий «Меланхолии», носит другая картина Мунка, созданная в 1895 году. Фигуру Яппе из «Меланхолии» сильно напоминает главный персонаж одного из ранних вариантов «Крика», известного как «Отчаяние» или «Настроение на закате»; похожие образы появляются и в других его картинах, таких как «Пепел» и «Вампир».

## Галерея

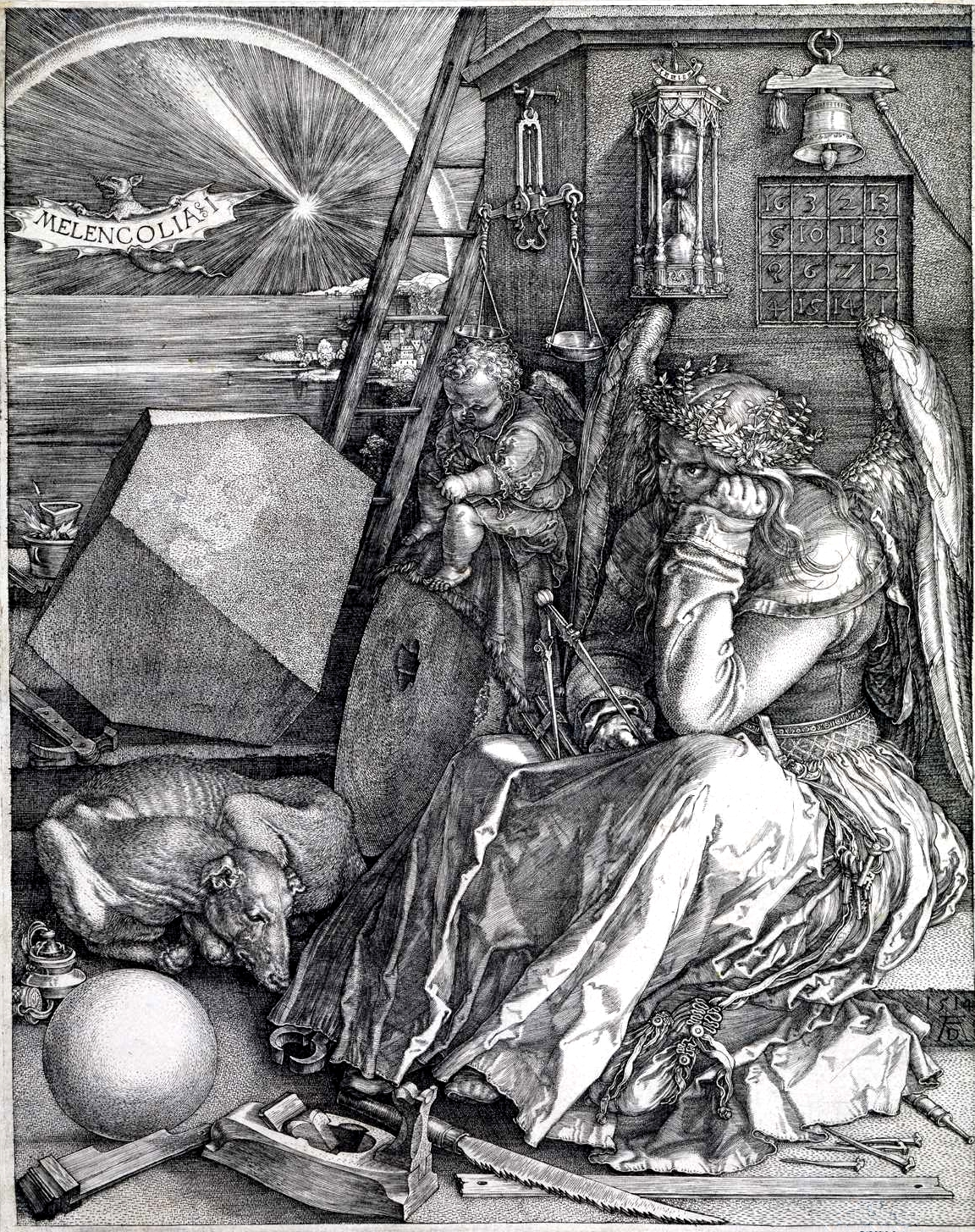
Альбрехт Дюрер. «Меланхолия I» (1514)
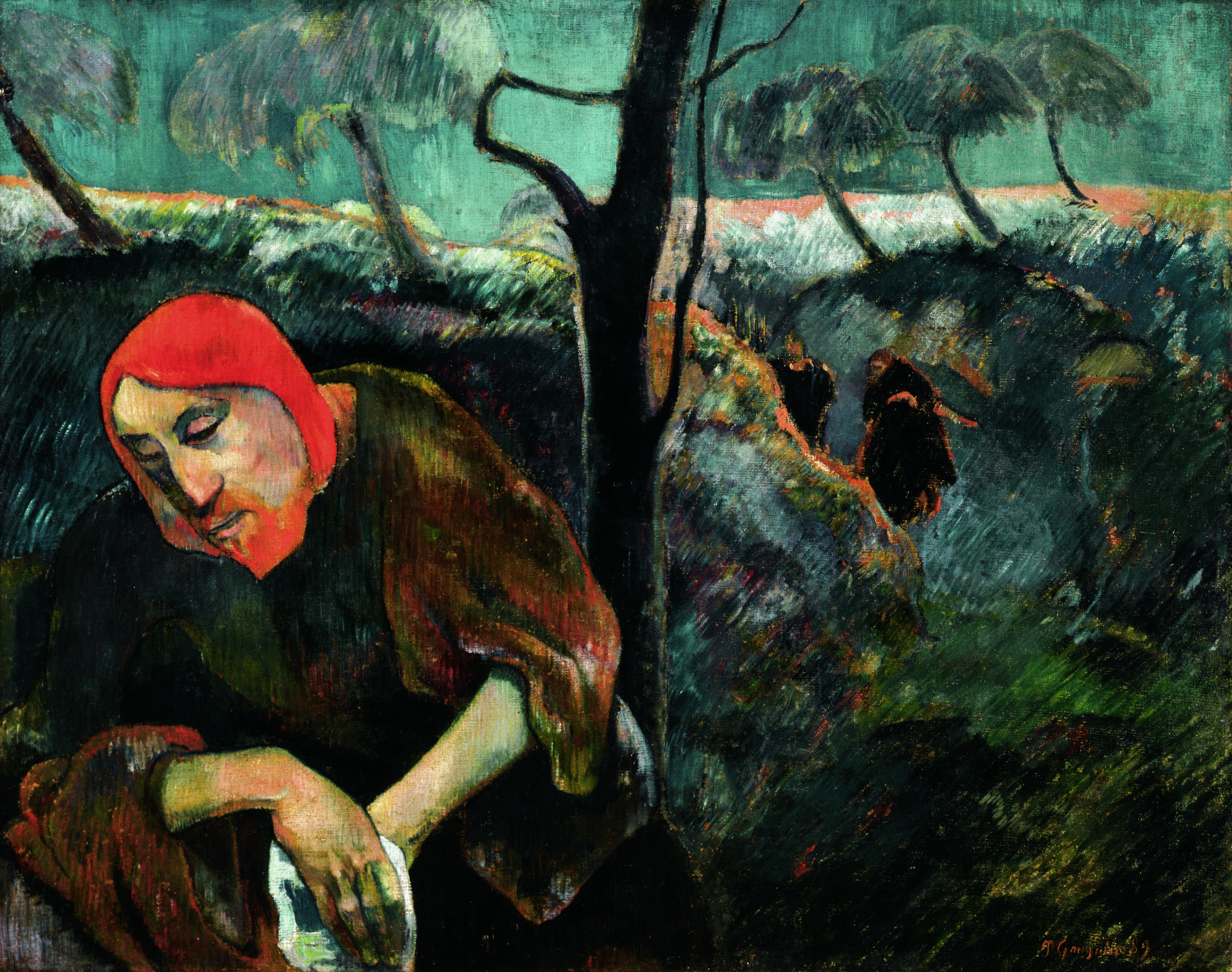
Поль Гоген. «Христос на масличной горе» (1889)
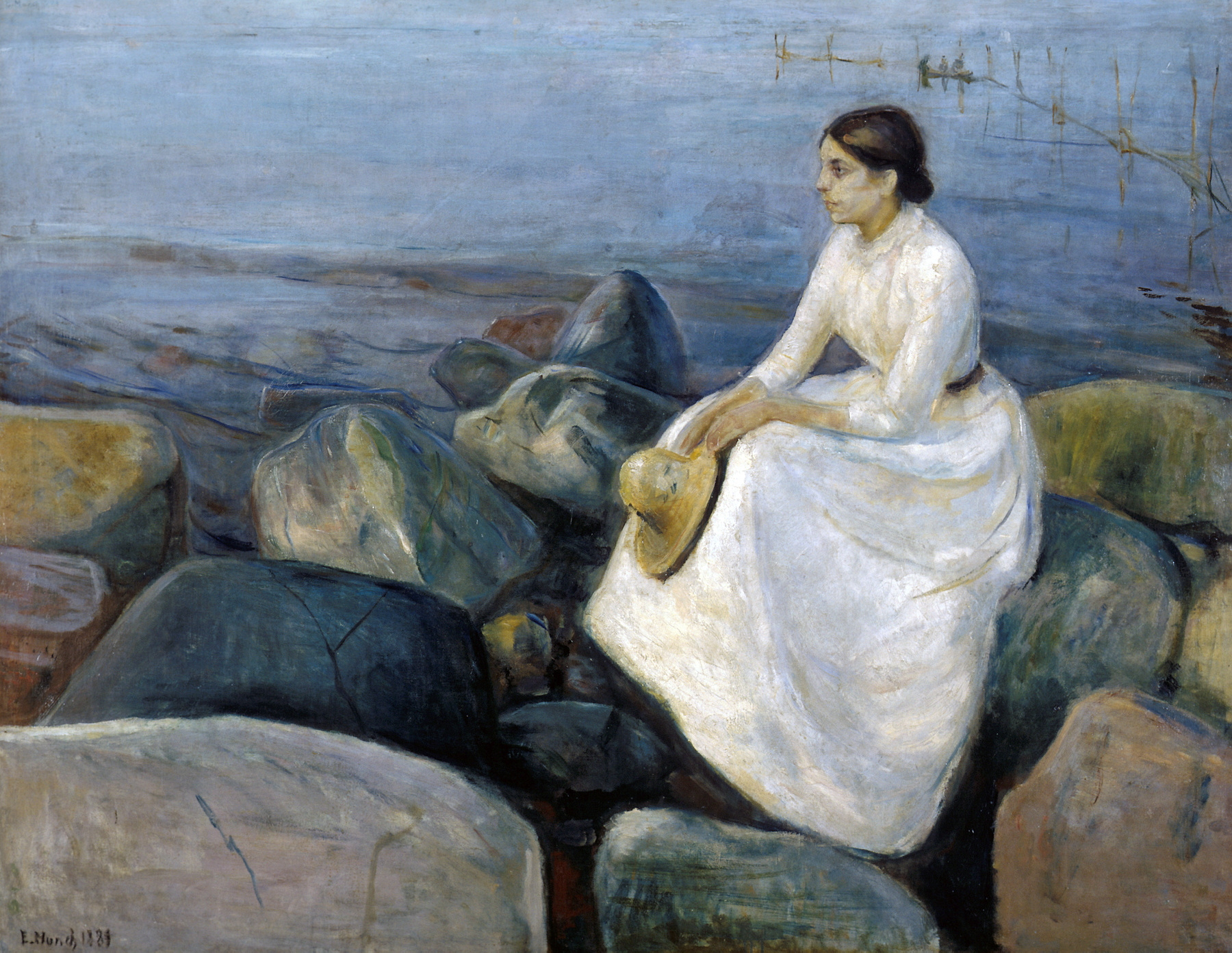
«Летняя ночь. Ингер на берегу» (1889)
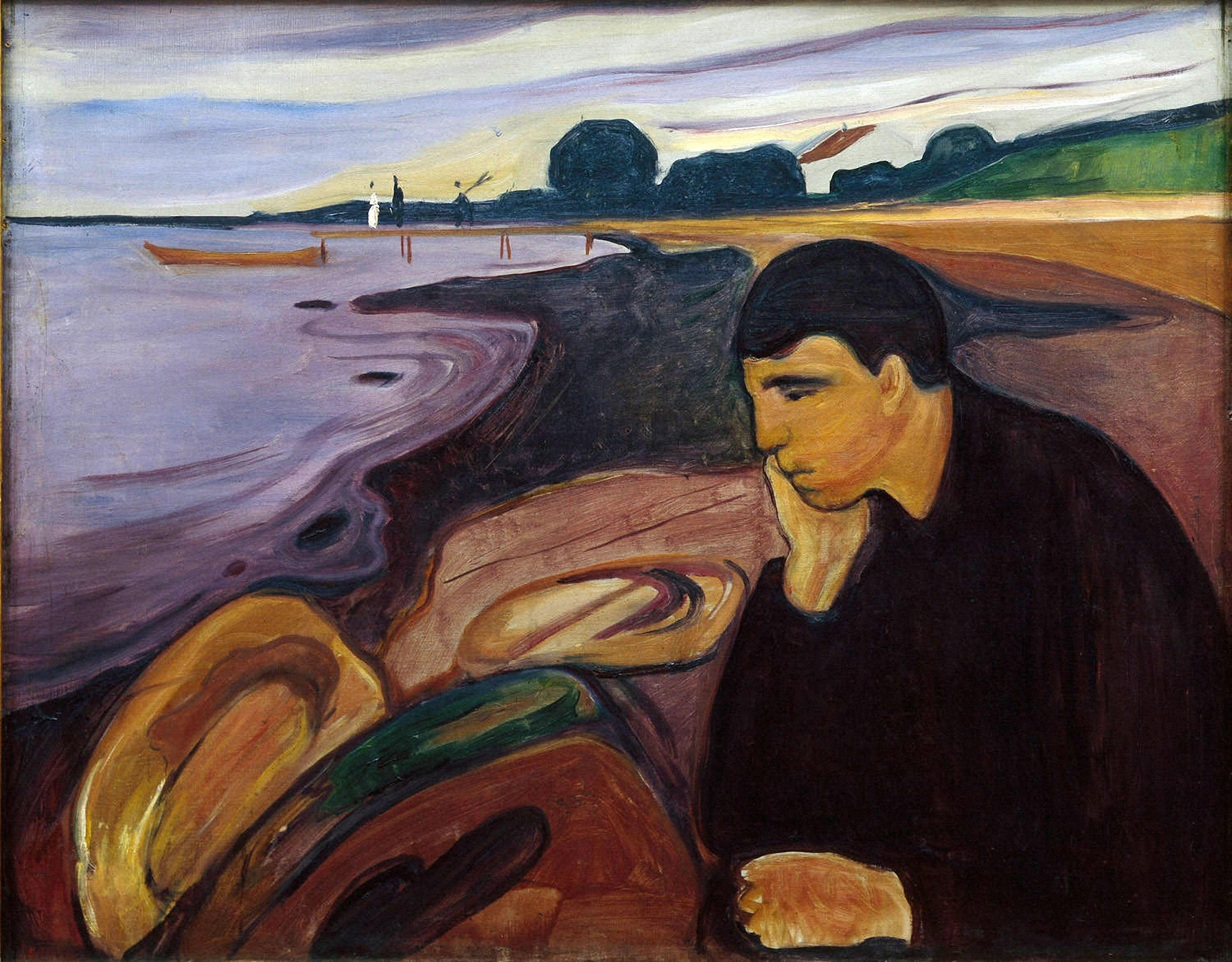
«Меланхолия» (1894-96)
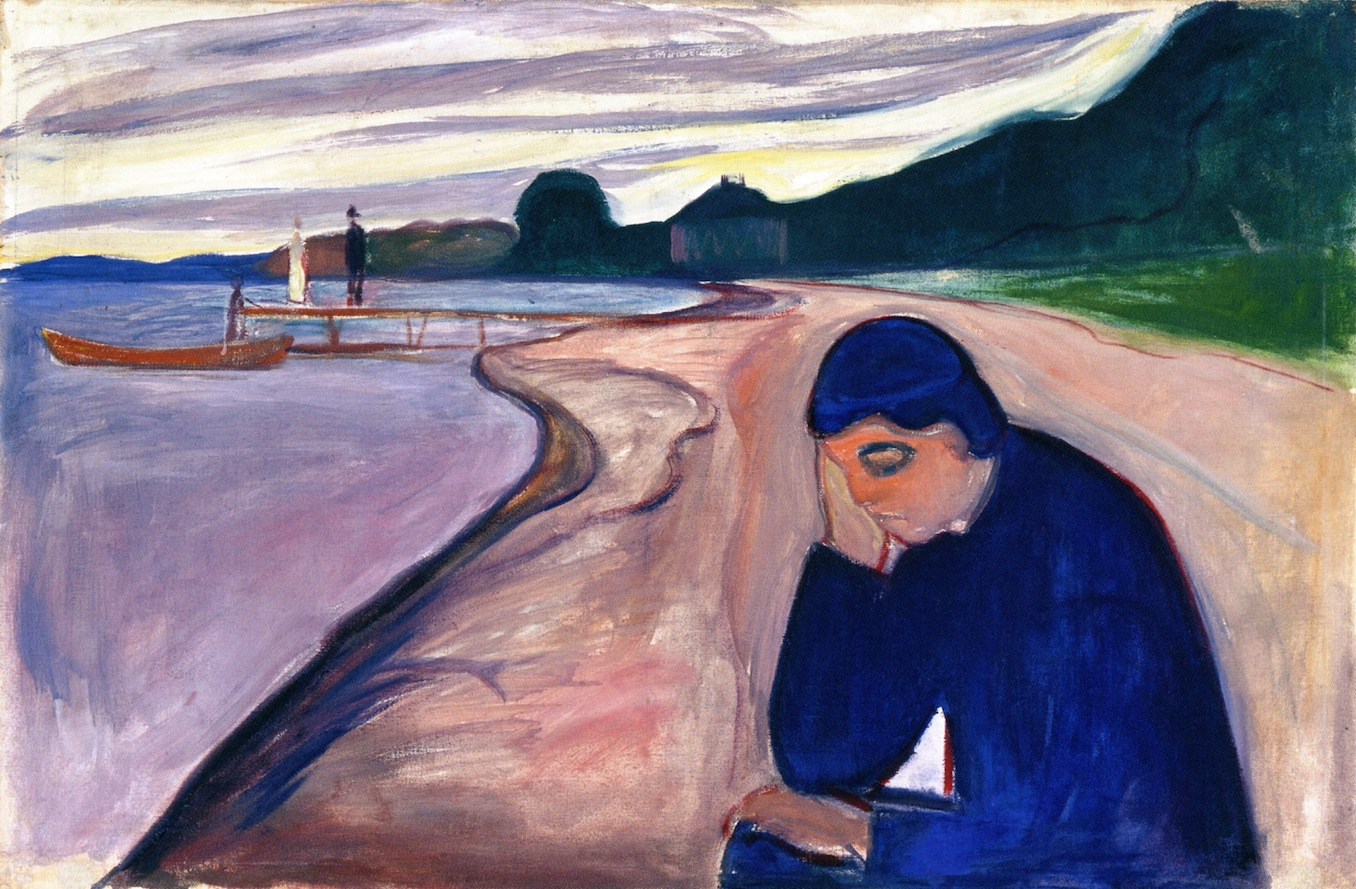
«Меланхолия» (1893)
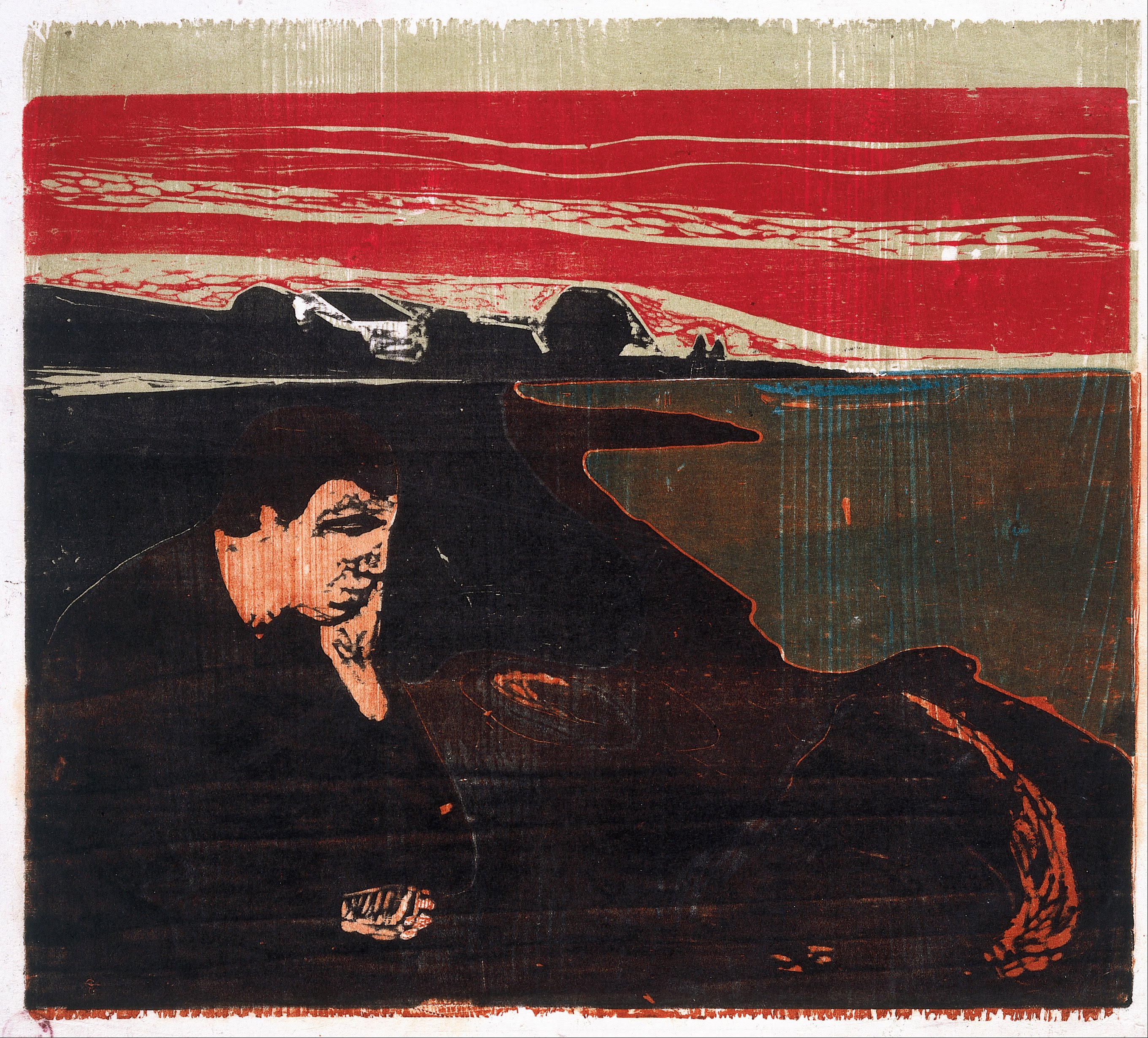
«Вечер. Меланхолия I» (1896)
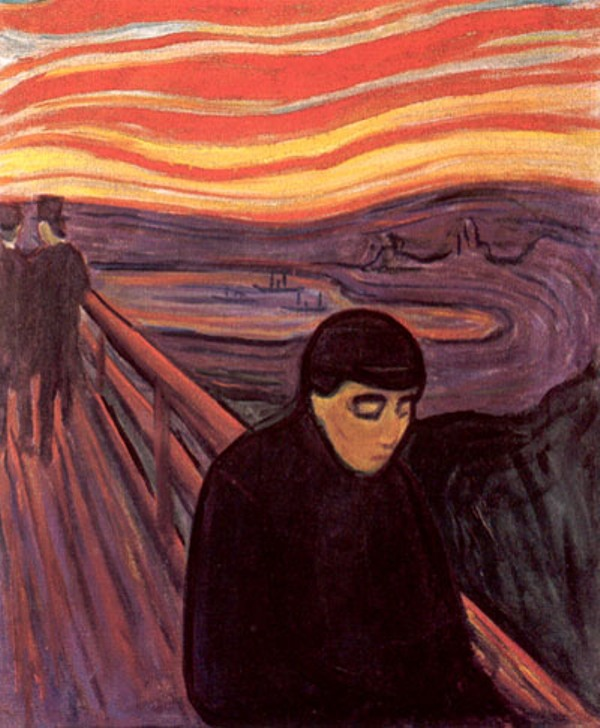
«Отчаяние» (1894)
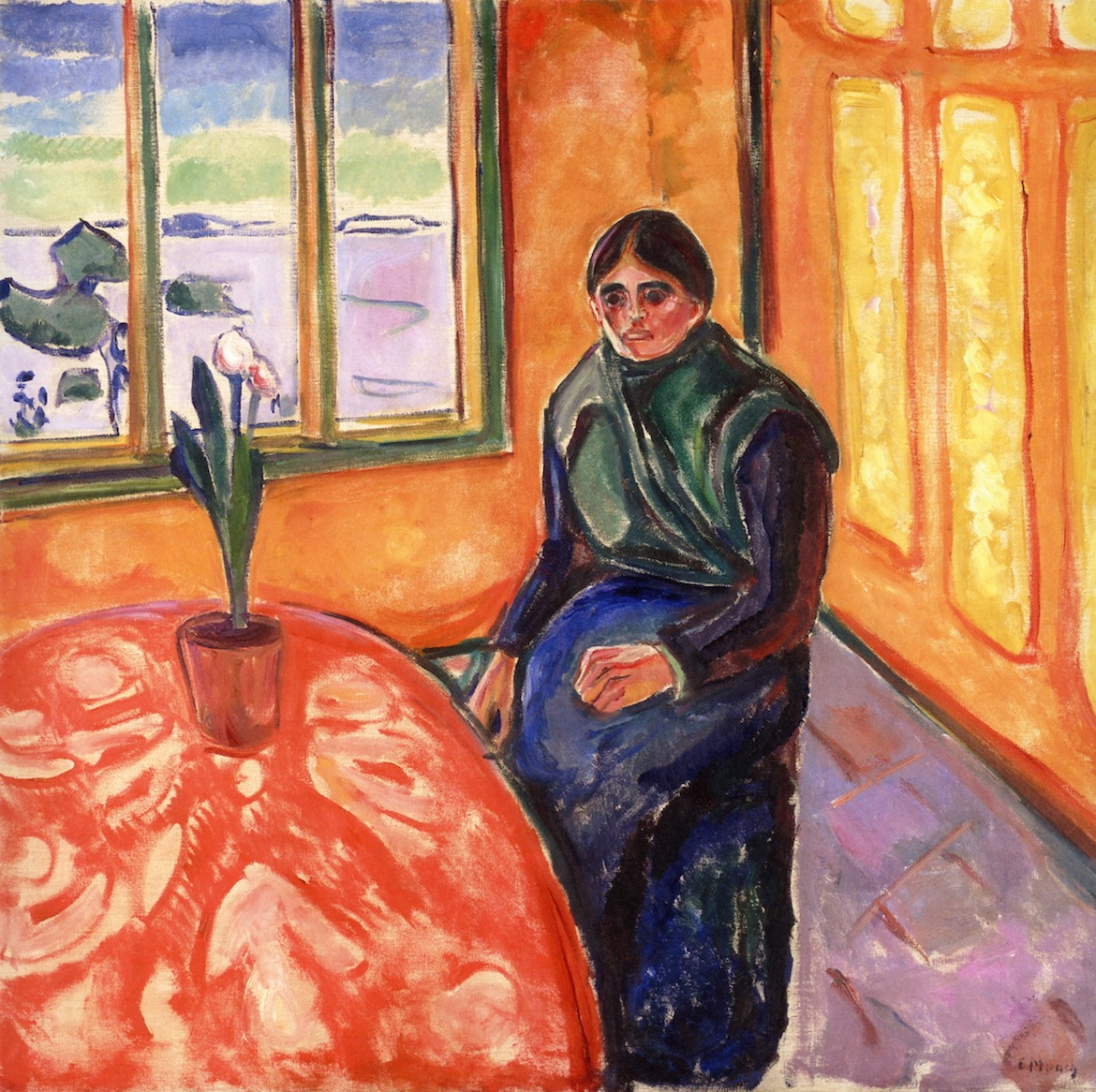
«Меланхолия (сестра Лаура)» (1911)